# Championnat de Tunisie masculin de volley-ball 1996-1997
Navigation
Saison précédente Saison suivante
Le championnat de Tunisie masculin de volley-ball 1996-1997 est la 42e édition à se tenir depuis 1956. Il est disputé par les douze meilleurs clubs en trois phases : une première phase en deux poules de six clubs chacune en aller et retour, une deuxième de play-off et play-out en aller et retour et une troisième de super play-off entre les deux premiers du play-off.
L'Espérance sportive de Tunis, qui a fait appel à l'entraîneur algérien Mohamed Tahar Zerdoumi, conserve ses deux titres : championnat et coupe de Tunisie. Les lauréats sont Khaled Belaid, Tarek Ouni, Atef Béji, Abderrazak Raïssi, Ghazi Guidara, Atef Loukil, Mohamed Baghdadi, Yacine Sghayri, Riadh Abid, Haythem Ben Othman, Zakaria Chikhaoui, Sofien Dhrayef et Mehrez Saïda. Dans les deux compétitions, son principal adversaire est l'Étoile sportive du Sahel battue en super play-off et en finale de la coupe.
En bas du tableau, et en vue de constituer une division nationale B, quatre clubs — Union sportive de Carthage, Association sportive des PTT Sfax, Aigle sportif d'El Haouaria et Fatah Hammam El Ghezaz — rétrogradent et aucun nouveau club ne rejoint la division nationale A.

## Division nationale

### Première phase

#### Poule A
| Rang | Équipe                                | Points | Matchs | Victoires | Défaites | Sets pour | Sets contre |
| 1    | Espérance sportive de Tunis           | 20     | 10     | 10        | 0        | 30        | 2           |
| 2    | Saydia Sports                         | 17     | 10     | 7         | 3        | 22        | 14          |
| 3    | Union sportive des transports de Sfax | 15     | 10     | 5         | 5        | 20        | 18          |
| 4    | Union sportive de Carthage            | 14     | 10     | 4         | 6        | 17        | 24          |
| 5    | Aigle sportif d'El Haouaria           | 13     | 10     | 3         | 7        | 14        | 23          |
| 6    | Fatah Hammam El Ghezaz                | 11     | 10     | 1         | 9        | 7         | 29          |

#### Poule B
| Rang | Équipe                            | Points | Matchs | Victoires | Défaites | Sets pour | Sets contre |
| 1    | Étoile sportive du Sahel          | 19     | 10     | 9         | 1        | 29        | 7           |
| 2    | Club sportif sfaxien              | 17     | 10     | 7         | 3        | 25        | 13          |
| 3    | Club africain                     | 16     | 10     | 6         | 4        | 22        | 13          |
| 4    | Club olympique de Kélibia         | 16     | 10     | 6         | 4        | 21        | 18          |
| 5    | Tunis Air Club                    | 12     | 10     | 2         | 8        | 8         | 26          |
| 6    | Association sportive des PTT Sfax | 10     | 10     | 0         | 10       | 2         | 30          |

### Play-off
| Rang | Équipe                                | Points | Matchs | Victoires | Défaites | Sets pour | Sets contre |
| 1    | Espérance sportive de Tunis           | 19     | 10     | 9         | 1        | 29        | 7           |
| 2    | Étoile sportive du Sahel              | 19     | 10     | 9         | 1        | 28        | 7           |
| 3    | Club africain                         | 15     | 10     | 5         | 5        | 20        | 16          |
| 4    | Club sportif sfaxien                  | 13     | 10     | 3         | 7        | 9         | 22          |
| 5    | Union sportive des transports de Sfax | 12     | 10     | 2         | 8        | 8         | 24          |
| 6    | Saydia Sports                         | 12     | 10     | 2         | 8        | 8         | 26          |

### Super play-off
- Étoile sportive du Sahel - Espérance sportive de Tunis : 1-3
- Espérance sportive de Tunis - Étoile sportive du Sahel : 3-0

### Play-out
| Rang | Équipe                            | Points | Matchs | Victoires | Défaites | Sets pour | Sets contre |
| 1    | Club olympique de Kélibia         | 19     | 10     | 9         | 1        | 29        | 8           |
| 2    | Tunis Air Club                    | 17     | 10     | 7         | 3        | 25        | 15          |
| 3    | Union sportive de Carthage        | 16     | 10     | 6         | 4        | 22        | 19          |
| 4    | Association sportive des PTT Sfax | 15     | 10     | 5         | 5        | 20        | 18          |
| 5    | Aigle sportif d'El Haouaria       | 12     | 10     | 2         | 8        | 11        | 26          |
| 6    | Fatah Hammam El Ghezaz            | 11     | 10     | 1         | 9        | 8         | 23          |

## Division 2
Neuf clubs, dont la Mouloudia Sport de Bousalem qui a remplacé l'Union sportive de Bousalem, participent à cette compétition qui permet aux quatre premiers de monter en division nationale B.
- 1er : Avenir sportif de La Marsa : 30 points
- 2e : Zitouna Sports : 28 points
- 3e : Union sportive monastirienne : 27 points
- 4e : Club sportif de Hammam Lif : 27 points
- 5e : Étoile olympique La Goulette Kram : 27 points
- 6e : Étoile sportive de Radès : 22 points
- 7e : Association sportive des PTT : 19 points
- 8e : Mouloudia Sport de Bousalem : 15 points
- 9e : Club athlétique bizertin
- Non engagés : Étoile sportive de Ghardimaou, Stade nabeulien, Association sportive de l'Ariana et Association sportive des PTT Kairouan